# Jacques Mazoyhie
Jacques Mazoyhie (1924-1962) est l'un des armateurs les plus novateurs de Fécamp[réf. souhaitée]. 
Il est surtout connu pour avoir soutenu le développement de l'utilisation de certains sous-produits de la grande pêche ; principalement l'huile de foie de morue et les farines de poisson.

## Biographie
Au milieu des années 1950, Jacques Mazoyhie met en place deux capitaines, Fernand Leborgne et Jean Friboulet aux commandes de ses chalutiers Cap Fagnet, et Belle Normandie à Fécamp. 

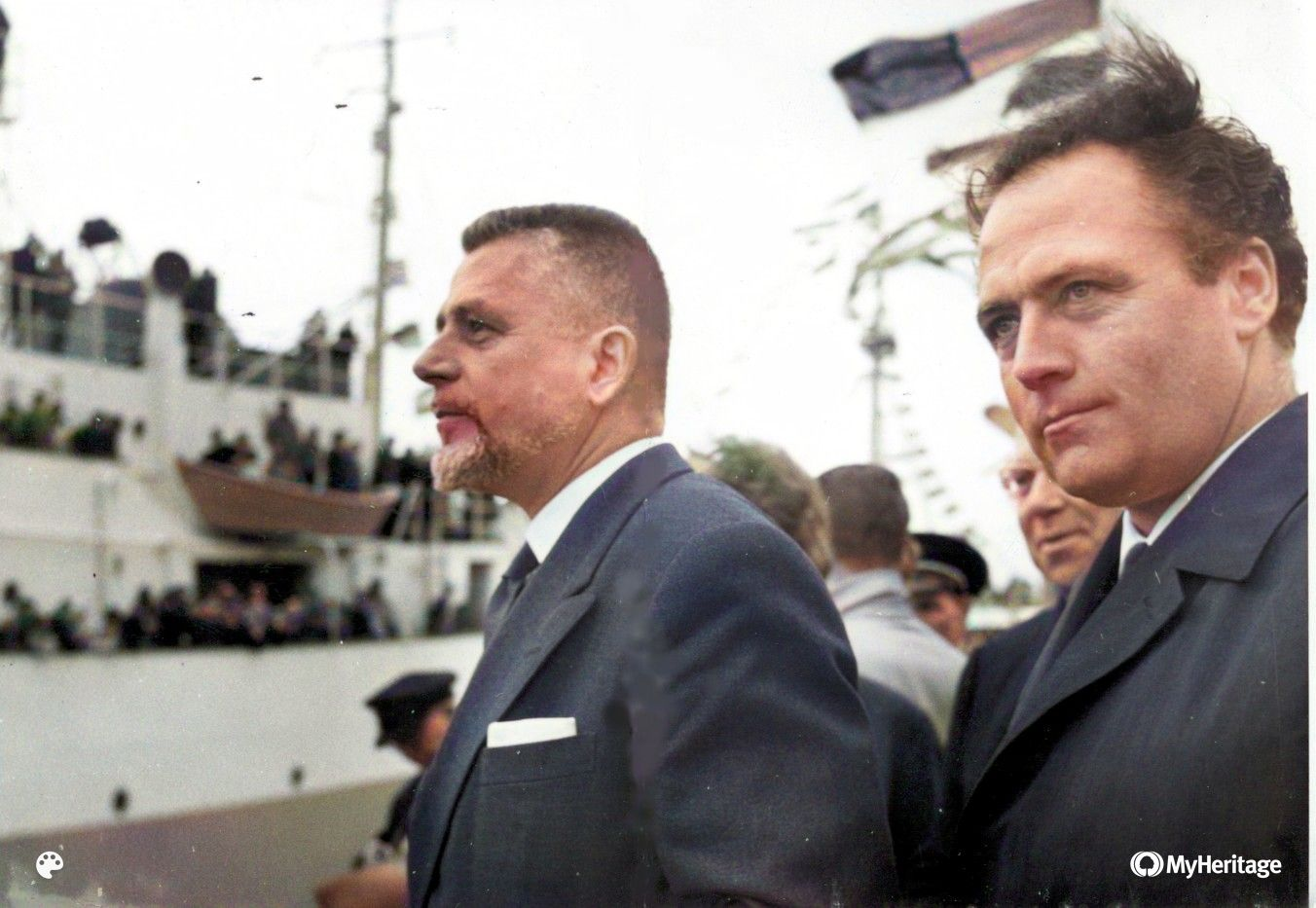

Il sut s'entourer aussi de mécaniciens très pointus pour mettre au point la propulsion Diesel-électrique. 
Surtout il s'attacha avec plus ou moins de succès à allier les armements de grande pêche pour organiser le passage de la pêche salée à la surgélation (naissance de Servifrais). 
Jacques Mazoyhie est mort subitement le 8 juillet 1962 au Havre à l'âge de 38 ans.